# 故城寺
故城寺，別稱心佛寺、東大寺，位于河北省张家口市蔚县宋家庄乡大固城村东北，創建於明正德二年（1507年），因位處遼朝故城舊址因而得名。该寺弥勒宫位于佛殿之后，比较少见。该寺被中华人民共和国国务院列入第七批全国重点文物保护单位。